# Boris Riezuchin
Borys Pietrowicz Riezuchin (ros. Борис Петрович Резухин, ur. ?, zm. 17 sierpnia 1921) – białogwardyjski generał major, uczestnik I wojny światowej i wojny domowej w Rosji, zastępca dowódcy Azjatyckiej Dywizji Konnej, gen. Romana von Ungern-Sternberga.
Po wybuchu rewolucji październikowej wstąpił do oddziałów atamana Grigorija Siemionowa, walczącej z bolszewikami na Dalekim Wschodzie i Zabajkalu. W Azjatyckiej Dywizji Konnej dowodził pułkiem tatarskim i brygadą kawalerii; od marca 1920 roku do sierpnia 1921 roku pełnił funkcję zastępcy dowódcy dywizji. W lutym 1921 roku, po oswobodzeniu Urgi (obecnie Ułan Bator) otrzymał tytuł mongolskiego księcia. W lipcu 1921 roku dowodził wraz z Romanem von Ungern-Sternbergiem kampanią mającą na celu atak na Wierchnieudińsk (obecnie Ułan Ude). Zabity 17 sierpnia 1921 roku przez zbuntowanych Kozaków służących w Azjatyckiej Dywizji Konnej (według jednej z wersji przez agentów Czeka).